# Brusnik (eiland)

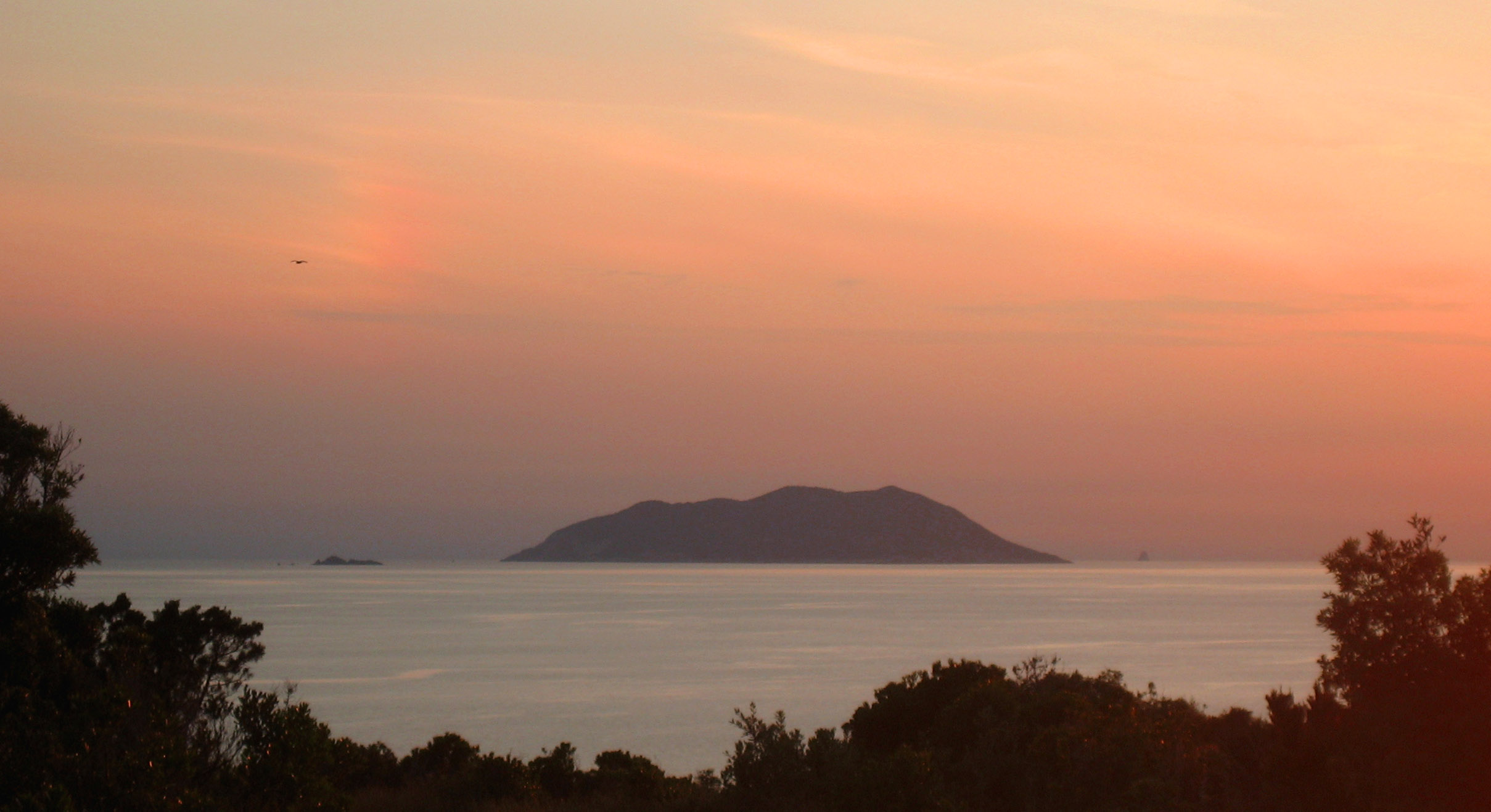
Uitzicht op (v.l.n.r.) de eilanden Brusnik, Svetac en Jabuka

Brusnik is een klein, onbewoond eiland in de Adriatische Zee en ligt 23 km ten westen van het Kroatische eiland Vis.
Brusnik heeft een oppervlakte van 3 ha. Dit eiland is samen met Jabuka een van de twee eilanden van de 1185 tellende Kroatische eilanden welke volkomen van vulkanische origine zijn.

## Oorsprong
Samen met Palagruza (gedeeltelijk vulkanisch) en Jabuka behoren deze eilanden tot de Vis archipel en worden ook wel de "Adriatische vulkanische driehoek" genoemd. Volgens geologische theorieën zijn de eilanden Brusnik, Jabuka, delen van de Komiska baai op het eiland Vis en delen van het eiland Palagruza ontstaan uit een magma-eruptie in de zee tijdens het Pangaea prehistorisch continent 200 miljoen jaar geleden.